# Lydia Yeamans Titus
Pour les articles homonymes, voir Titus.
Lydia Yeamans Titus, née le 12 décembre 1857 en Australie, morte le 29 décembre 1929 à Glendale (Californie), est une actrice et chanteuse américaine d'origine australienne.

## Filmographie
- 1911 : Un drame d'amour sous la Révolution (A Tale of Two Cities) de Frank Lloyd
- 1915 : Learning to Be a Father de Jacques Jaccard
- 1915 : Steady Company de Joseph De Grasse
- 1915 : The Ulster Lass de J.J. Clark
- 1915 : Bound on the Wheel de Joseph De Grasse : Mrs. Coulahan
- 1915 : Gene of the Northland de J.J. Clark
- 1915 : In the Grasp of the Law de Frank Lloyd
- 1915 : A Fiery Introduction de Charles Giblyn
- 1915 : Her Wedding Night de William Robert Daly
- 1915 : Judge Not; or The Woman of Mona Diggings de Robert Z. Leonard : la gouvernante
- 1915 : Fatherhood de Hobart Bosworth : la propriétaire
- 1915 : The Yankee Girl de J.J. Clark : la tante de Jessie
- 1915 : Jane de Frank Lloyd : Mrs. Chadwick
- 1915 : Babbling Tongues de Murdock MacQuarrie
- 1916 : The Tongues of Men de Frank Lloyd : Mrs. Kearsley
- 1916 : Madame la Presidente de Frank Lloyd : Madame Galipaux
- 1916 : He Fell in Love with His Wife de William Desmond Taylor : Bridget Malony
- 1916 : David Garrick de Frank Lloyd : Araminta
- 1916 : Davy Crockett de William Desmond Taylor : la veuve Crockett
- 1916 : The Mark of Cain de Joseph De Grasse : la mère de Dick
- 1916 : The Toll of the Law de Francis Powers
- 1916 : He Became a Regular Fellow de Roy Clements
- 1916 : The Wrath of Cactus Moore de William V. Mong
- 1916 : Felix on the Job de George Felix : la femme de Tod
- 1916 : Just Her Luck de Donald MacDonald
- 1916 : The Lawyer's Secret de George Cochrane
- 1916 : The Taint of Fear d'Allen Holubar
- 1916 : The Right to Be Happy de Rupert Julian : Mrs. Fezziwig
- 1916 : Birds of a Feather de William V. Mong
- 1917 : The Heart of Mary Ann : Mrs. Kelly
- 1917 : Money's Mockery
- 1917 : The Girl Who Lost
- 1917 : The Home Wreckers
- 1917 : The Birth of Patriotism : Sallie Hawkins
- 1917 : Mary Ann in Society
- 1917 : The Stolen Actress
- 1917 : Tacky Sue's Romance
- 1917 : Daredevil Dan
- 1917 : High Speed : la mère
- 1917 : Your Boy and Mine
- 1917 : The Edge of the Law : Mrs. Harding
- 1917 : A Walloping Time
- 1917 : Little Marian's Triumph
- 1918 : The Fifth Wheel
- 1918 : Phoney Photos
- 1918 : A Burglar for a Night : Maggia, la femme de chambre
- 1918 : A Society Sensation : Mrs. Jones
- 1918 : Allez-vous coucher ! (All Night)
- 1919 : The Call of the Soul : Mrs. Weber
- 1919 : A Romance of Happy Valley : la vieille dame
- 1919 : Happy Though Married : tante Mattie
- 1919 : Partners Three : la commère
- 1919 : A Yankee Princess : Molly McGuire
- 1919 : Les Blés d'or (The Unpainted Woman) de Tod Browning : Mrs. Hawes
- 1919 : The Fear Woman : Mrs. Honorah Farwell
- 1919 : The Peace of Roaring River : la propriétaire
- 1919 : Une idylle dans la tourmente (The World and Its Woman) : Mamie Connors
- 1919 : Strictly Confidential de Clarence G. Badger : Mrs. Bennett
- 1919 : Tête brûlée (A Gun Fightin' Gentleman) de John Ford : la tante d'Helen
- 1920 : The Prince of Avenue A : la gouvernante
- 1920 : The Street Called Straight : Mme. Victoria De Melcourt
- 1920 : La Jolie Infirmière (Nurse Marjorie) de William Desmond Taylor : Biddy O'Mulligan
- 1920 : Le Système du Docteur Ox (Go and Get It) de Marshall Neilan et Henry Roberts Symonds : Lilly Doody
- 1920 : Smiling All the Way : Mrs. Webster
- 1920 : Shuffle the Queens
- 1920 : Au fond de l'océan (Deep Waters) : Tati Bell
- 1921 : The Marriage of William Ashe : Lady Parham
- 1921 : The Mad Marriage : Mrs. Boggs
- 1921 : The Concert : Mrs. Pollinger
- 1921 : The Mistress of Shenstone : Susannah Murgatroyd
- 1921 : Beau Revel : Ma Steel
- 1921 : All Dolled Up : la propriétaire
- 1921 : The Freeze-Out : Mrs. McGuire
- 1921 : Beating the Game (en) de Victor Schertzinger : Angelica
- 1921 : Queenie (film, 1921) : Mrs. Mulliken
- 1921 : His Nibs : la mère du garçon
- 1921 : Nobody's Fool (en) de King Baggot : la gouvernante
- 1921 : Hérédité (The Invisible Power) de Frank Lloyd : la voisine perturbée
- 1922 : Une femme de tête (Two Kinds of Women) de Colin Campbell : Mrs. Simpson
- 1922 : Régina (Beauty's Worth) de Robert G. Vignola : Jane
- 1922 : The Glory of Clementina : la femme de chambre de Shiela
- 1922 : The Married Flapper : Mrs. Brewer
- 1922 : The Son of Sheik
- 1922 : A Girl's Desire : la cuisinière
- 1922 : The Lavender Bath Lady : Maggie
- 1923 : The Footlight Ranger : Miss Amelia
- 1923 : The Famous Mrs. Fair : Buddy
- 1923 : Winter Has Come
- 1923 : Notre-Dame de Paris (The Hunchback of Notre Dame)
- 1923 : Scaramouche : Madame Binet
- 1923 : Big Dan : tante Kate Walsh
- 1923 : The Wanters : la propriétaire
- 1924 : The Lullaby : Mary
- 1924 : A Boy of Flanders : la servante
- 1924 : Cytherea : la blanchisseuse
- 1924 : In Fast Company : la femme de chambre
- 1924 : Young Ideas : tante Minnie
- 1924 : Tarnish (en) : Mrs. Healy
- 1924 : Big Timber : Ma Daly
- 1925 : The Arizona Romeo : Martha
- 1925 : The Rag Man : Mrs. Malloy
- 1925 : Head Winds : Nurse
- 1925 : Up the Ladder : Hannah, la vieielle nurse de Jane
- 1925 : The Talker : Mrs. Fells
- 1925 : The Limited Mail : Mrs. O'Leary
- 1926 : Irene : Mrs. Cheston
- 1926 : The Lily : la gouvernante
- 1926 : Twinkletoes
- 1926 : Sunshine of Paradise Alley
- 1927 : Upstream : Miss Hattie Breckenbridge
- 1927 : An Old Flame
- 1927 : Smother o' Mine
- 1927 : Lure of the Night Club : tante Susan
- 1927 : A Run for His Money
- 1927 : Hot Stuff
- 1927 : Night Life (en) de George Archainbaud : la propriétaire
- 1927 : Heroes in Blue
- 1928 : Le Masque de cuir (Two Lovers) : la femme de l'aubergiste
- 1928 : The Water Hole : 'Ma' Bennett
- 1928 : Sweet Sixteen : Mamy Perry
- 1928 : Dans la ville endormie (While the City Sleeps) de Jack Conway : Mrs. Sullivan
- 1929 : The Voice of the Storm : Mrs. Parkin
- 1929 : Shanghai Lady : Polly Voo
- 1930 : Lummox : Annie Wennerberg